# Sergio Garcia Aguilar
Sergio Garcia Aguilar   (Lió, 11 de febrer de 1966) és un exfutbolista professional francès, d'origen espanyol, que ocupava la posició de migcampista.
Va iniciar la seua carrera per diferents equips francesos, com el Paris Matra Racing, Villefranche, Gueugnon i Châtellerault, de les divisions II i III del futbol gal. L'estiu de 1990 fitxa pel RCD Mallorca, en aquella època a la primera divisió espanyola. Al conjunt illenc va quallar dues discretes temporades, en les quals va jugar 24 partits i va marcar un gol. Després d'una temporada al Châtellerault, per la temporada 93/94 retorna a la competició espanyola, al Cadis CF, de Segona Divisió, on tan sols disputa 5 partits. La seua carrera prosseguiria per equips francesos, com el FC Sète.